# Fulidhoo
Fulidhoo är en ö i Felidhuatollen i Maldiverna. Den ligger i den sydöstra delen av landet, 55 km söder om huvudstaden Malé. Den tillhör den administrativa atollen Vaavu. 